# Гофмаршал
Гофмаршал (нім. Hofmarschall) — один з найвищих придворних чинів при королівському або імператорському уряді. Також мав назву верховний маршал, королівський маршал або маршал королівського двору.

## Історія
Спочатку гофмаршал був управителем князівських (королівських) стаєнь (marschalcus - конюх) і командувачем збройної дружини монарха під час його подорожей. Пізніше став одним з найвищих урядових чинів в Європейських монархіях.
В Королівстві Богемія та в Священній Римській імперії був третім за посадою королівським урядовим чиновником (після найвищого бурграфа та найвищого гофмейстера). Вирішував суперечки про дворянську честь. 
Надворний маршал наглядав за життям двору та його зв'язками із зовнішнім світом. У Богемському королівстві верховний маршал засідав разом із придворним канцлером і придворним гофмейстером у таємній раді, яку заснував Фердинанд I Габсбург 1 січня 1527 року. Таємна рада була найважливішим колегіальним дорадчим органом монарха, який керував зовнішньою політикою і впливав на внутрішню політику.
У Священній Римській імперії гофмаршал став спадковою посадою, яку займав рід графів Паппенгеймів. Під час урочистих процесій він носив меч перед імператором, під час імператорської коронації він заїжджав у купу вівса і зачерпував його в срібну ємність як нагадування про основні функції маршала.
Верховний судовий маршал (Obersthofmarschall) імператорського двору був одним із чотирьох найвищих судових відомств і призначався судовою колегією у справах судочинства членів імператорської родини.
Гофмаршал в Російській імперії був дворецький, придворний чин III класу в Табелі про ранги в Росії введений в 1726 р. Відав справами по платні двору, організації прийомів і подорожей, керував придворними служителями, утримував стіл імператорської сім'ї. Крім того, Гофмаршальська частина відала ще трьома класами столів: Гофмаршальський або кавалерський — для чергових кавалерів і гостей двору, обергофмейстеріни — для проживаючих при дворі придворних дівиць, начальника кавалергардських рот (I клас); для вартових офіцерів, чергових секретарів і ад'ютантів, чергових пажів (II клас); «загальна їдальня» для інших службовців двору (III клас).